# رودلف أوتو نويمان
رودلف أوتو نويمان (بالألمانية: Rudolf Otto Neumann)‏ هو عالم فيروسات وطبيب وعالم أحياء دقيقة ألماني، ولد في 29 يونيو 1868 في زايفهنرسدورف في ألمانيا، وتوفي في 5 أبريل 1952 في هامبورغ في ألمانيا.